# 鍛代敏雄
鍛代 敏雄（きたい としお、1959年12月12日 - ）は日本の歴史学者、東北福祉大学教授。専攻は日本中世史。神奈川県平塚市出身。

## 来歴
1982年國學院大學文学部史学科卒業。1988年國學院大學大学院文学研究科日本史学専攻博士課程後期満期退学。1998年國學院大學栃木短期大学日本史学科助教授。2001年「中世後期の寺社と経済」で國學院大學博士（歴史学）。2003年教授。2015年東北福祉大学教育学部教授。
米原正義に師事。専門は日本中世史の中でも社会史、宗教史、思想史、商業史、交通史など多岐にわたる。小山市文化財審議会委員、國學院大學大学院客員教授、東洋大学大学院兼任講師、石清水八幡宮研究所員などを務める。

## 著作

### 単著
- 『中世後期の寺社と経済』（思文閣出版　1999年）
- 『神国論の系譜』（法藏館、2006年）
- 『戦国期の石清水と本願寺』（法藏館、2008年）
- 『敗者の日本史11　中世日本の勝者と敗者』吉川弘文館、2013
- 『戦国大名の正体 家中粛清と権威志向』中公新書、2015年

### 校訂
- 『石清水八幡宮社家文書-史料纂集 古文書編-』（八木書店、2009年）

### 共著
- 『古文書に親しむ』大友一雄,湯浅隆共著（山川出版社、2002年）

## 論文
- 鍛代敏雄